# ラバータク碑文

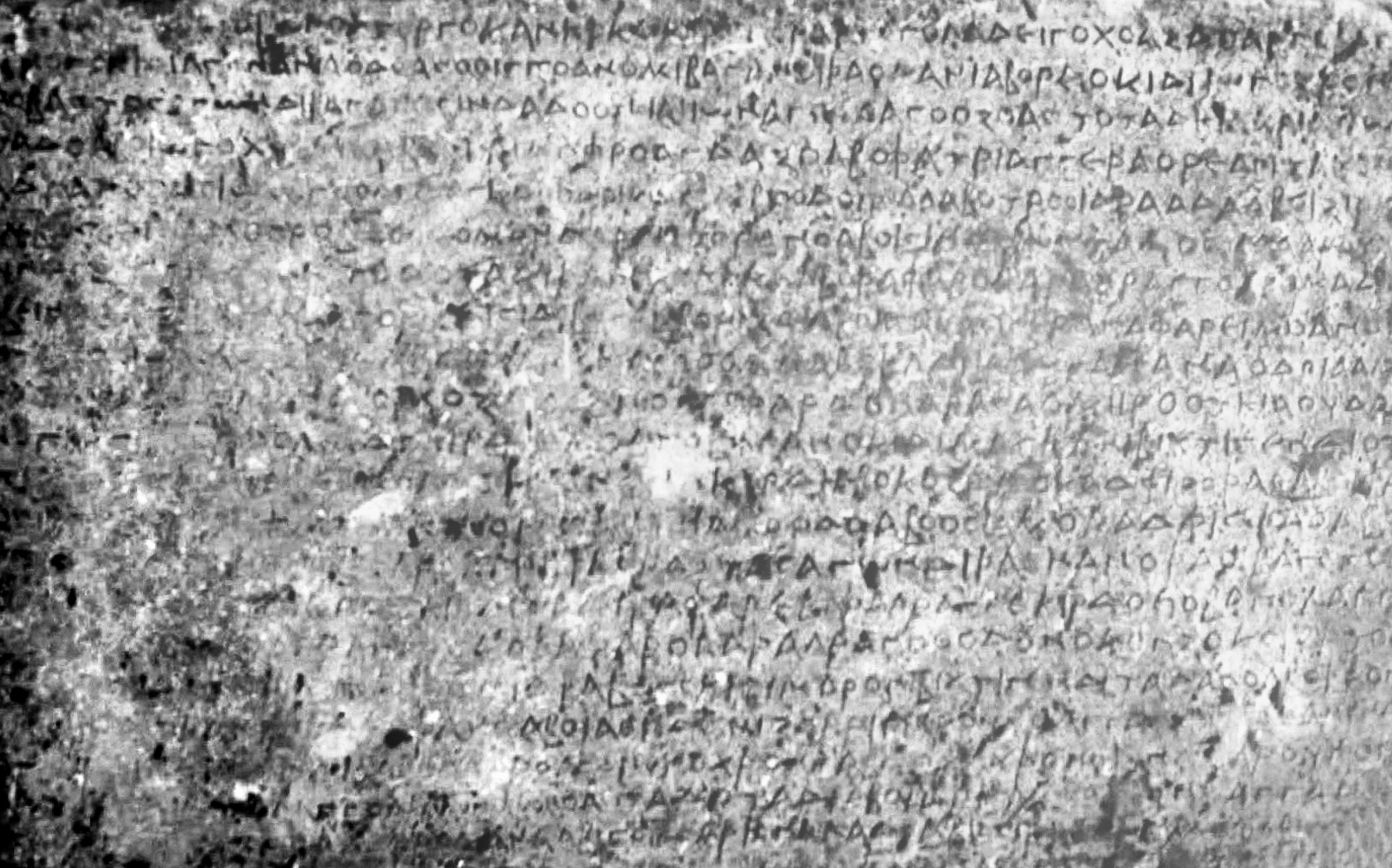
ラバータク碑文

ラバータク碑文（―ひぶん、英語:Rabatak Inscription）とは、西暦2世紀頃に中央アジアから北西インドまでの領域を支配したクシャーナ朝の王カニシカ1世の時代に書かれたバクトリア語の碑文である。1993年に偶然発見され、クシャーナ朝の歴史の研究に大きな影響を与えている。現在はカーブルのカーブル博物館に展示されている。

## 発見
1993年3月、アフガニスタン、サマンガーン州のラバータク村にあるカフィール・カラ遺跡で、ある村人が建材を得るために遺跡から煉瓦や石材を運び出していた。その中に文章が書かれている建材を発見したのである。この話を聞きつけた当時のバグラーン州知事サイード・ジャアファルは、役人を派遣してこの碑文を自宅に運び込ませた。この時集められた遺品は碑文だけではなく、レンガや彫刻の断片なども含まれており、遺物発見のニュースは当時アフガニスタンに地雷除去ボランティアとして訪れていたイギリス人ティム・ポーターの知る所となった。ティム・ポーターはこの碑文の写真を撮影し大英博物館に送った。そしてイギリスでその写真を元に碑文は解読され、ほとんど史料の無いクシャーナ朝の歴史に関する重大な発見であることが明らかとなった。

## 内容
碑文の内容は主に以下のようなものである。
1. クシャーナ朝の王カニシカ1世が文化的、軍事的な偉業を達成したこと。
2. カニシカ1世がカラルラング（総督、辺境長官）であるシャファロに対して、神々と王の祖先の像を作成するように命じたこと。
3. その像を収める神殿が建築されたこと。
4. この命令はシャファロとノコンゾクによって遂行されたこと。
5. 神殿の完成に当たって多くの参列者を集めて盛大な儀式が行われたこと。

文章はギリシア文字を使用してバクトリア語で23行、1200字ほど書かれており、摩滅が激しく解読不能の部分もある。クシャーナ朝時代の文書史料としては最も長文のものの1つである。また、カニシカ1世の祖先として3人の王名が上げられており、不明瞭であったクシャーナ朝の王統を知ることのできる貴重な史料でもある。クシャーナ朝の王ヴィマ・タクトの存在はこの碑文によって知られるようになり、有力な説の1つとして存在した王朝交代説（カニシカ1世はそれ以前の王達とは別の王朝を開いた）を覆す内容も記されていた（詳細はクシャーナ朝の項を参照）。
また同時代にイラン高原を支配した大国サーサーン朝の研究にとってもこの碑文の内容は重大な意味を持っている。サーサーン朝の王達はアケメネス朝の後継という立場を重要視したという説は有力な見解のひとつである。そして、サーサーン朝の王達が残した王碑文の文体が、アケメネス朝（ハカーマニシュ朝）の王碑文に類似することは、その有力な証拠とされてきた。しかし、ラバータク碑文の文体は、アケメネス朝のダレイオス1世（ダーラヤワウ1世）のものと非常に似通っており、王碑文の様式はアケメネス朝に対する立場に関係なく当時のイラン世界から北西インドに渡る地域に伝わっていたという見解を取ることが可能になったためである。
この碑文は学会に大きな議論を投げかけ、現在も研究が進展中である。なお、全文の和訳が参考文献中に挙げた『大月氏 ―中央アジアに謎の民族を尋ねて―』に記載されている。

## 碑文訳文(抄）
英国ロンドン大学のニコラス・シムズ＝ウィリアムズによる英訳を踏まえた、山崎元一氏訳では、碑文の冒頭及び中段は、次のとおり。
「偉大な救済者であるクシャーナ(族)のカニシュカ、公正かつ正義の、(また)神として崇拝に値する帝王(カニシュカ)は、王権をナナ女神から、またすべての神々から授けられた。・・・(そこに)いかなる支配者や他の有力者がいようとも、彼は(彼らを)意のままに服従させ、また全インドを意のままに服従させた。・・・また(以下の)王たちのためにも、(像を)造るよう命じた。(すなわち)曾祖父クジューラ･カドフィセース王のために、祖父ヴィマ･タクトゥ王のために、父ヴィマ･カドフィセース王のために、またカニシュカ王自身のために。そして彼は、王中の王、神々の子として命じ、カラルラングのシャファルは、この神殿を造営した。」